# Parastratiosphecomyia freidbergi
Parastratiosphecomyia freidbergi (лат.) — вид мух-львинок из подсемейства Pachygastrinae.

## Описание
Встречаются в Южной Азии: Индия. Длина от 11 до 12 мм. Основная окраска буровато-чёрная с жёлтыми отметинами. От близкого вида Parastratiosphecomyia stratiosphecomyioides отличается несильно выпуклым скапусом усика и почти полностью чёрным скутеллюмом. От видов Parastratiosphecomyia rozkosnyi и Parastratiosphecomyia szechuanensis отличается более светлыми одноцветными тазиками ног (палевые, без тёмных участков) и структурой гениталий самцов.
Вид был впервые описан в 2012 году американским диптерологом Норманом Вудли (Norman E. Woodley, Systematic Entomology Laboratory-PSI-ARS-USDA, Smithsonian Institution, Вашингтон, DC, США).